# Municipalità locale di Naledi (Nordovest)
Naledi è una municipalità locale (in inglese Naledi Local Municipality) appartenente alla municipalità distrettuale di Dr Ruth Segomotsi Mompati della provincia del Nordovest in Sudafrica.
Il suo territorio si estende su una superficie di 7.258 km² ed è suddiviso in 9 circoscrizioni elettorali (wards). Il suo codice di distretto è NW392.

## Geografia fisica

### Confini
La municipalità locale di Naledi confina a nordovest con quella di Molopo, a nordest con quella di Rat Lou (Ngaka Modiri Molema), a est con quella di Tswaing (Ngaka Modiri Molema), a sud e a sudest con quella di Mamusa, a sud e a sudovest con quella di Greater Taung e a ovest con quella di Kagisano.

### Città e comuni
- Huhudi
- Naledi
- Stella
- Vryburg

### Fiumi
- Droe Harts
- Dwars
- Khudunkgwelaagte
- Korobela
- Leeuspruit
- Losase
- Madibeng
- Marokane
- Mosita se Laagte